# (8280) Petergruber
(8280) Petergruber est un astéroïde de la ceinture principale.

## Description
(8280) Petergruber est un astéroïde de la ceinture principale. Il fut découvert le 7 août 1991 à l'observatoire Palomar par Henry E. Holt. Il présente une orbite caractérisée par un demi-grand axe de 3,18 UA, une excentricité de 0,28 et une inclinaison de 2,6° par rapport à l'écliptique.

## Compléments